# Teor alcoólico
O teor alcoólico ou graduação alcoólica expressa a porcentagem de álcool em um líquido. Em relação a bebidas alcoólicas este percentual é expresso em teor volumétrico medido com o densímetro.

## Teor alcoólico por bebida[verificar]
| Bebida            | Teor alcoólico                                                                                             | Calorias (kcal) por 100ml |
| ----------------- | --- | ------------------------- |
| Cachaça           | 38% a 48%                                                                                                  | 200 - 250                 |
| Cerveja           | 5% a 16% (em estilos comerciais, alguns estilos específicos tem até 70%, como a Koelschip Mystery of Beer) | 40 - 50                   |
| Chope             | (em estilos comerciais, alguns estilos específicos tem até 70%, como a Koelschip Mystery of Beer)          | 60 - 80                   |
| Hidromel          | 8% |                           |
| Vinho Verde       | 8,5% A 9,5%                                                                                                |                           |
| Espumante         | 11% | 90 - 100                  |
| Saquê             | 16% | 100 - 110                 |
| Vinho branco seco | 12% | 90 - 110                  |
| Vinho branco doce | 12% | 130 - 150                 |
| Vinho tinto       | 11% a 14%                                                                                                  | 80 - 100                  |
| Vodka             | 13% a 40%                                                                                                  | 220 - 250                 |
| Tequila           | 27% | 200 - 240                 |
| Whisky            | 40-75% | 220 - 250                 |